# Армари, Луи
Луи «Луису» Армари (фр. Louis «Louisou» Armary; род. 24 июля 1963 года в Бетпуэ, Верхние Пиренеи, Франция) — бывший французский регбист, выступавший за сборную Франции и регбийный клуб «Лурд».

## Карьера игрока
Начиная с 1980 года и в течение 20 сезонов Луи Армари был игроком «Лурда», из состава которого регулярно вызывался в состав сборной Франции по регби. В составе клуба он выиграл только один трофей — Шалёнж Ив дю Мануа, однако в сборной добился больших успехов. Игрок провёл с её составе 46 матчей и занёс одну попытку. Он трижды становился обладателем Кубка пяти наций (в 1988, 1989 и 1993 годах), а также стал бронзовым призёром Чемпионата мира 1995, а также вызывался на турниры 1987-го и 1991-го годов.
Первый матч за сборную провёл 28 мая 1987 года, когда сборная Франции встречалась со сборной Румынии в рамках Чемпионата мира. В том матче «Синие» одержали победу со счётом 55—12. Свою первую и единственную попытку занёс в матче со сборной Австралии, который был проигран 31—48.

## Награды

### Клубные
- «Лурд»
  - Шалёнж Ив дю Мануа
  -  Победитель: 1981

### В составе сборной Франции
- Чемпионат мира по регби
  -  Третье место 1995
- Кубок пяти наций
  -  Победитель: 1988, 1989, 1993
  -  Второе место: 1992
  -  Третье место: 1990, 1994, 1995

## После завершения карьеры
После 20 лет в составе «Лурда», в 2000 году игрок перешёл в клуб «Аржелест-Газост» на должность играющего тренера, а по окончании сезона 2000/01 завершил профессиональную карьеру игрока и начал тренировать молодых игроков своего последнего клуба.